# Borko
Borko est une localité et une commune rurale du Mali, chef-lieu d'arrondissement dans le cercle de Kendié et la région de Bandiagara.

## Histoire
En 2023, la commune est soustraite du cercle de Bandiagara et est attachée au cercle de Kendié.

## Population
En 2009, lors du 4e recensement, la commune comptait 7 031 habitants.

## Villages
La commune s'étend sur 5 localités relevées lors du recensement général de 2009. 
Les villages les plus peuplés sont :
- Borko (3 914 habitants)
- Tin Tam (1 631 habitants)
- Mello (739 habitants)